# 對面海邨
對面海邨（英語：Tui Min Hoi Chuen）是香港的一個公共屋邨，位於新界西貢區對面海第215約第987號地段康健路120號，是香港最東面的公共屋邨，屬於香港房屋協會首個興建的「郊區公共房屋」，由伍振民建築師事務所設計，大廈以T型作平面規劃，外貌以中國鄉村式房屋風格設計，採用深啡色瓦頂，白色玻璃紙皮石修飾牆身，外牆設有仿斗供裝飾及仿月門的圓形窗戶，全幢大廈裝上了鐵窗。分別於1984、1985及1986年落成入伙。

## 簡介
為了安置受郊區重建影響的原區人士，香港房屋協會在香港政府的財政支持下，於1983年底首次在新界地區興建「郊區公共屋邨」，由於獲提供免息貸款及無須支付地價，故租金低於市值，第一個「郊區公共屋邨」便是對面海邨。
對面海邨於1985年12月落成，並於1986年6月26日由當時的香港總督尤德爵士夫人主持開幕典禮。

## 屋邨資料
對面海邨佔地約17萬平方呎，共有4組共26幢大廈，各樓高5層，4組大廈分別命名為海昌樓、海寧樓、海泰樓及海富樓。屋邨設有停車場及兒童遊樂場。

### 樓宇
| 樓宇名稱（座號）   | 落成年份 | 層數 | 單位數目 | 建築師             |
| ------------------ | -------- | ---- | -------- | ------------------ |
| 海泰樓（1－5座）   | 1986年   | 5    | 60個     | 伍振民建築師事務所 |
| 海富樓（6－12座）  | 1986年   | 5    | 56個     | 伍振民建築師事務所 |
| 海寧樓（13－19座） | 1984年   | 5    | 104個    | 伍振民建築師事務所 |
| 海昌樓（20－26座） | 1985年   | 5    | 82個     | 伍振民建築師事務所 |

### 出租單位款式及編配標凖
| 單位款式 | 編配標凖  |
| -------- | --------- |
| 小型單位 | 1－2人    |
| 中型單位 | 3人       |
| 中型單位 | 4－5人    |
| 大型單位 | 6人或以上 |

## 外部連結
- 房協對面海邨資料